# Oostenrijks-Hongaarse Noordpoolexpeditie

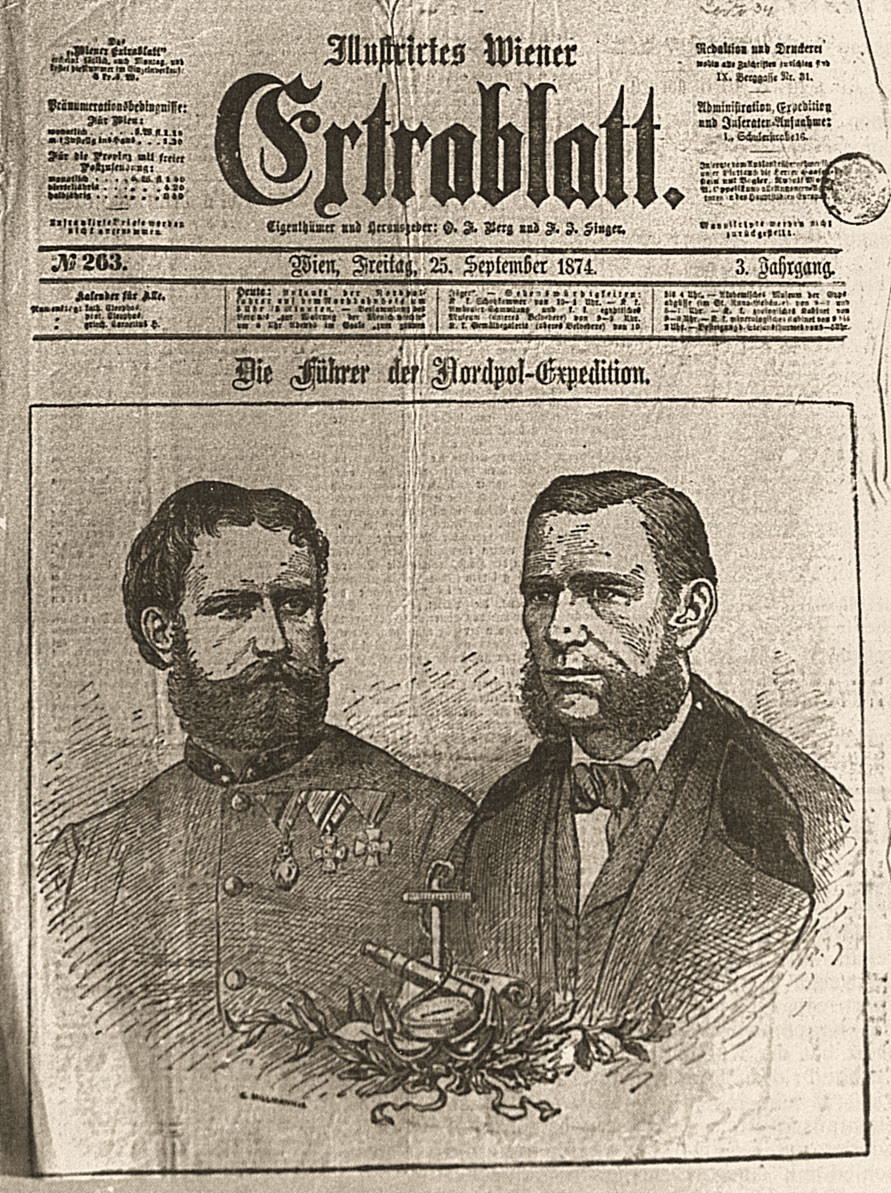
Julius von Payer (links) en Karl Weyprecht (rechts) op de voorpagina van het "Illustrirtes Wiener Extrablatt", 25 september 1874

De Oostenrijks-Hongaarse Noordpoolexpeditie was een expeditie die duurde van 1872 tot 1874. Tijdens deze expeditie werd onder andere Frans Jozefland ontdekt. De expeditie werd geleid door Julius von Payer en Karl Weyprecht.
Volgens Von Payer was de expeditie bedoeld om een Noordoostelijke Doorvaart te vinden voor schepen. In werkelijkheid verkende de expeditie het gebied ten noordwesten van Nova Zembla. Volgens Weyprecht was het bereiken van de noordpool slechts het tweede doel van de expeditie.

## Achtergrond

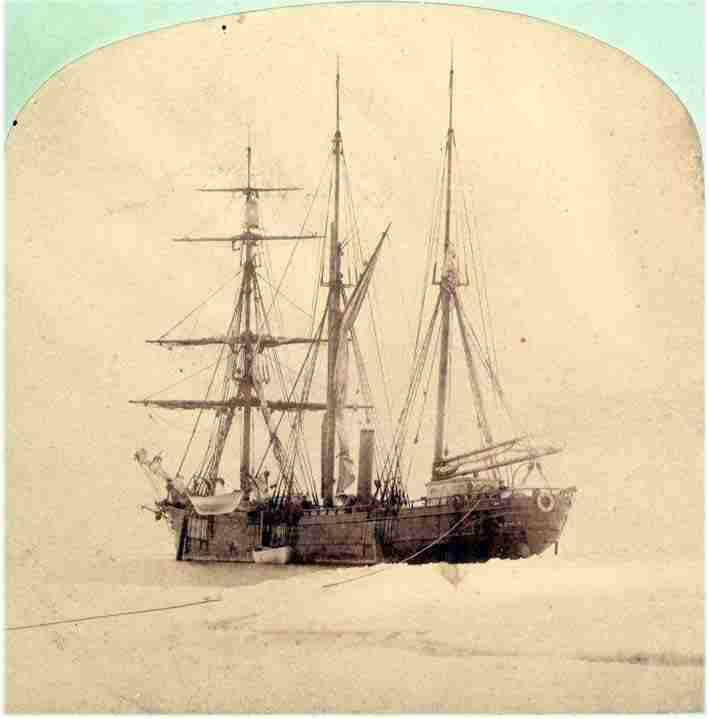
De Tegetthoff

De expeditie, waarvan de kosten uiteindelijk neerkwamen op 175.000 gulden, werd gefinancierd door Oostenrijks-Hongaarse edelen. Vooral graaf Johann Nepomuk Wilczek (1837-1922) en graaf Ödön Zichy (1811-1894) droegen bij aan de financiering. 
Het belangrijkste schip van de expeditie was de Admiral Tegetthoff, vernoemd naar de Oostenrijkse admiraal Wilhelm von Tegetthoff, onder wie Weyprecht nog gediend had. Het schip werd gebouwd door Teklenborg & Beurmann in Bremerhaven. Het was een schoener met drie masten, een gewicht van 220 ton, een lengte van 38.34 meter, en een 100 pk (75 kW) stoommachine. De bemanning werd in heel Oostenrijk-Hongarije geworven, maar was voornamelijk afkomstig uit Istrië en Dalmatië.

## Verloop van de reis
De Tegetthoff vertrok in juli 1872 uit Tromsø met een 24-koppige bemanning. Eind augustus bereikte het schip Nova Zembla, maar daar ging het mis. Het schip kwam vast te zitten in het ijs, en dreef met dit ijs mee naar het poolgebied; een gebied dat nog vrijwel niet was onderzocht. Hierdoor ontdekte de bemanning van de Tegetthoff toevallig een nieuwe archipel. Ze noemden deze Frans Jozefland, naar de Oostenrijks-Hongaarse keizer Frans Jozef I.
De bemanning wachtte in totaal twee winters af, in de hoop dat het ijs zou smelten zodat het schip weer weg kon varen. Begin 1874 besloot Payer van de situatie gebruik te maken om te voet verder naar het noorden te reizen naar de 82e breedtegraad, en het bijna 50 jaar oude record van de poolonderzoeker James Clark Ross als noordelijkste persoon ter wereld te verbreken. Na een mars van 17 dagen bereikte Payer, begeleid door scheepsofficier Eduard Orel en matroos Antonio Zaninovich op 12 april 1874 het noordelijkste punt van de archipel op 81° 50′ noorderbreedte. Hij noemde dit punt Kaap Fligely, naar de Oostenrijkse cartograaf August von Fligely. 
In mei 1874 arriveerde zijn groep na een terugreis van 300 kilometer weer bij de Tegetthoff. Omdat het ijs nog altijd niet gesmolten was, besloot Weyprecht op 20 mei het schip op te geven en te proberen met sleeën en kleinere boten terug te keren naar de bewoonde wereld. Door ongunstige wind die het pakijs naar het noorden stuwde kwam de expeditie op 15 juli weer ter hoogte van het schip terecht. Men kon de Tegetthoff zelfs zien liggen. Opnieuw werd koers gezet naar het zuiden en op 14 augustus 1874 bereikte de groep open zee. Na zes dagen roeien werden de expeditieleden opgemerkt door de bemanning van twee Russische traanschepen. Na enige onderhandelingen waren de Russen bereid om de groep tegen betaling mee te nemen naar de Noorse haven Vardø, waar ze op 3 september 1874 aankwam. Op 25 september arriveerden de leden van de expeditie op Station Wien Praterstern. Ze maakten een triomftocht door de stad en Julius von Payer werd in de adelstand verheven.

## Wetenschappelijke betekenis

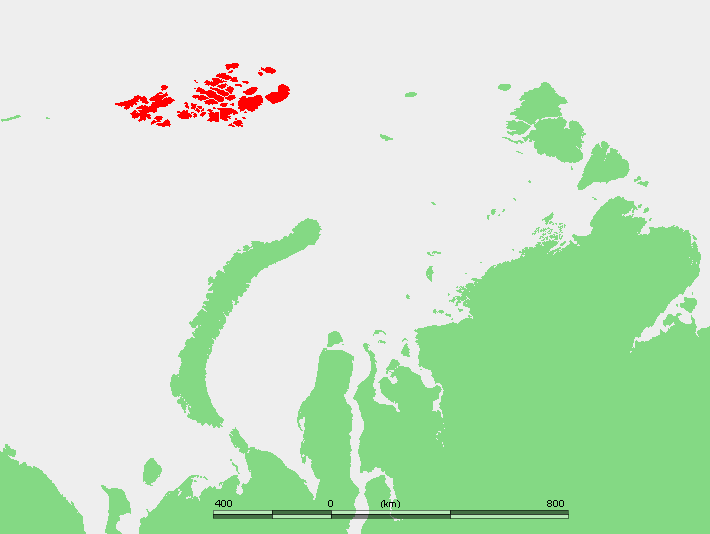
Locatie van Frans Jozefland

De ontdekkingen en ervaringen van de expeditie waren van groot belang voor de poolwetenschap, met name de latere ontdekking van de Noordoostelijke Doorvaart door Adolf Erik Nordenskiöld. De expeditie was ook aanzet voor het organiseren van grotere expedities naar het poolgebied. In tegenstelling tot de kleinere expedities uit het verleden, die vaak als concurrenten van elkaar werden gezien, werd nu steeds vaker besloten om samen te werken en meer aandacht te besteden aan wetenschappelijk onderzoek dan aan als eerste een bepaald punt bereiken.
De expeditie droeg bij aan verschillende resultaten op het gebied van meteorologie, astronomie, geodesie, magnetisme, zoölogie en waarnemingen van het poollicht. Deze bevindingen werden in 1878 allemaal gepubliceerd door de Academie van wetenschappen. Verder zijn er een boek (The Austro-Hungarian North Pole Expedition 1872-74) en enkele schilderijen van Payer over de expeditie. Deze schilderijen zijn mogelijk de enige schilderijen ooit van een poolexpeditie, die door een lid van deze expeditie zelf zijn gemaakt.
De expeditie werd in 2005 uitgekozen als het thema voor een meerwaardeherdenkingsmunt. Op de munt zijn  Julius von Payer en Karl Weyprecht in poolkleding zichtbaar, met achter hen de Admiral Tegetthoff, vastgevroren in ijs.